# Sérgio de Azevedo
Sérgio da Silva Freire de Azevedo (Lisboa, 29 de Março de 1936 — 5 de Março de 2006) foi um empresário e produtor teatral português.

## Biografia
Sérgio de Azevedo nasceu em 29 de Março de 1936, em Lisboa.[carece de fontes?]
Os seus projectos inovadores e dinâmicos destacaram-no e levaram a crítica especializada a considerar publicamente Sérgio de Azevedo como o grande responsável pela renovação do Teatro de Revista.[carece de fontes?] É considerado um dos maiores empresários teatrais de sempre em Portugal.
Casou-se quatro vezes resultando dessas mesmas uniões, quatro filhas e dois filhos.
Em 1961 viaja para o Brasil, onde produziu e apresentou o programa "Canções de Tony Silva" que esteve no ar dezoito meses.
Regressa a Lisboa, sete anos depois, e decide entrar no teatro como empresário. Em 1971 começa a dirigir o Teatro ABC, um dos grandiosos teatros da "Broadway" Portuguesa, o Parque Mayer.
Entre 1971 e 2005 produziu 32 espectáculos de variados géneros. Destacam-se "Põe-te na Bicha" (também no Coliseu do Porto), "Oh da Guarda", "P'ra Trás Mija a Burra" e o musical "Annie". Empresariou igualmente peças de géneros Infantil, Vanguarda, Comédia, Farsa e Opereta.
Em 1974, após a saída do Parque Mayer e conseguinte retirada do teatro, Azevedo idealizou e concretizou, no Campo Grande, o Café Concerto "Frou-Frou", mais tarde considerada a melhor sala nocturna da Península Ibérica, do qual empreendimento viria a ser espoliado após a revolução de 25 de Abril.
A crítica especializada considerou Sérgio de Azevedo como o grande responsável pela renovação do Teatro de Revista em Portugal e pelo melhor musical de sempre apresentado no país ("Annie"). Foi destacada pelos Estados Unidos da América como a melhor produção realizada no estrangeiro. Realça-se o facto de ser um espectáculo que foi apresentado em 46 países e premiado com 10 Tony Awards.
“É o Fim da Macacada” foi um marco importantíssimo na renovação da revista à portuguesa. Em 1972, é premiado como Espectáculo do Ano pela Casa da Imprensa.
“Tudo a Nu” foi considerado pela crítica o melhor espectáculo de revista dos anos de 1973/74.
“Uma no Cravo outra na Ditadura”, foi a revista que entre os anos 70 e 90 apresentou o melhor elenco de cabeças de cartaz (Ivone Silva, Aida Baptista, Tonicha, Nicolau Breyner, José Morais e Castro, Fernando Tordo), assim como um grupo de autores conceituados (José Carlos Ary dos Santos, Bernardo Santareno, César de Oliveira, Rogério Bracinha, Thilo Krasmann, novamente Fernando Tordo, Nuno Nazareth Fernandes).
“Põe-te na Bicha” foi o maior sucesso financeiro da Revista à Portuguesa dos últimos 40 anos. Com uma densidade ocupacional de 900 mil espectadores.
“Crazy Horse”, produzido pelo empresário no seu Café Concerto "Frou-Frou", foi considerado o espectáculo de nu artístico mais bonito apresentado em Portugal. Integraram-no bailarinas de dez nacionalidades.
“Dzi Croquetes” foi o primeiro grupo de Travesti apresentado em Portugal após a abolição da censura. Um grandioso espectáculo composto por treze brasileiros, dos quais fazia parte Ney Matogrosso. Posteriormente, o grupo obteve um assinalável êxito em Paris.
Ressuscita a opereta em Portugal com a produção de “A Invasão” levada à cena no Teatro da Trindade.
Em 2003, publicou o primeiro volume do livro Histórias de Teatro e Outras Paralelas, um relato de uma parte da sua vida ligada ao teatro.
Completa o segundo volume, ainda por editar, pouco antes de falecer.
Em 2005, produziu uma última peça, a tragicomédia Esta Noite Choveu Prata de Pedro Bloch, protagonizada por Nicolau Breyner e encenada por Jô Soares. Este trabalho esteve em digressão pelo país e marcou o regresso do actor português aos palcos após um hiato de 20 anos.
Sérgio de Azevedo faleceu em 5 de Março de 2006, em Lisboa, aos 69 anos de idade, vítima de doença prolongada.
Em 2007, recebeu da Câmara Municipal de Lisboa, a título póstumo, a Medalha de Mérito Municipal, no seu Grau Prata, no âmbito das comemorações do Dia Mundial do Teatro (27 de Março), a par de Deolinda Rodrigues, Octávio de Matos e Artur Garcia.

## Teatro
Teatro ABC
Teatro de Revista
- “Dura Lex Sed Lex”
- “É o fim da Macacada”
- “Pró menino e pra menina”
- “Tudo a Nu”
- “Tudo a Nu com parra Nova” – também no Teatro Sá da Bandeira, Porto
- “Uma no Cravo outra na Ditadura”
- “P'ra trás mija a Burra!”
- “Afinal como é” - também no Teatro Sá da Bandeira, Porto
- “Em águas de Bacalhau” - também no Teatro Sá da Bandeira, Porto
- “Cada cor seu paladar”
- “Oh da Guarda!”
- “Põe-te na Bicha” – também no Coliseu do Porto
- “Direita Volver” - também no Coliseu do Porto

Musicais
- “Crazy Horse”

Comédia
- “Risolucionário”

Farsa
- “A Vida é boa”

Teatro Infantil
- “ABCzinho”
- “Cavaleiro sem Medo”
- “Batatinha e Casacão”

Teatro Maria Matos
Musicais
- “Annie”
- “A Severa” – também no Coliseu do Porto

Teatro da Trindade
Opereta
- “A Invasão”

Digressões
- "Esta Noite Choveu Prata" - Estreia no Centro Cultural Olga Cadaval, passando pelo Casino do Estoril e pelo país